# Fusil Saiga
Los Saiga (сайга, en ruso) son una serie de fusiles semiautomáticos producidos por la Corporación Kalashnikov (antes Izhmash), que también produce el AK-47 original y sus variantes, la escopeta Saiga-12 y el fusil de francotirador Dragunov. Estos fusiles son una versión civil del fusil Kalashnikov, siendo publicitados para cacería, tiro al blanco y autodefensa.  

## Historia
Llamado a partir del antílope saiga, los fusiles de esta serie están basados en el cajón de mecanismos y el sistema de gas del AK-47, que fue diseñado por Mijaíl Kalashnikov. Estos fusiles fueron diseñados para tiradores que deseaban la fiabilidad de un fusil tipo AK en un arma civil.
Inicialmente diseñado en la década de 1970, los primeros fusiles disparaban el cartucho 5,6 x 39 (.220 Russian). El proyecto no tuvo éxito y solamente se produjeron 300 fusiles calibrados para este cartucho.
El Saiga fue reintroducido en la década de 1990 y publicitado como un fusil capaz de abatir piezas de tamaño medio. Se le hicieron mejoras al diseño inicial de la década de 1970, haciéndolo un fusil capaz de disparar cartuchos más potentes, tales como el .308 Winchester/7,62 x 51 OTAN, el .223 Remington/5,56 x 45 OTAN, el 5,45 x 39 y el 7,62 x 39. Estas mejoras contribuyeron a la adopción de los fusiles Saiga modernos por diversos cazadores.
Un fusil Saiga fue empleado por Micah Xavier Johnson en el atentado contra policías de Dallas del 7 de julio de 2016, donde murieron cinco oficiales según NBC News, The Wall Street Journal, CNN, la Associated Press, y la BBC.

## Descripción

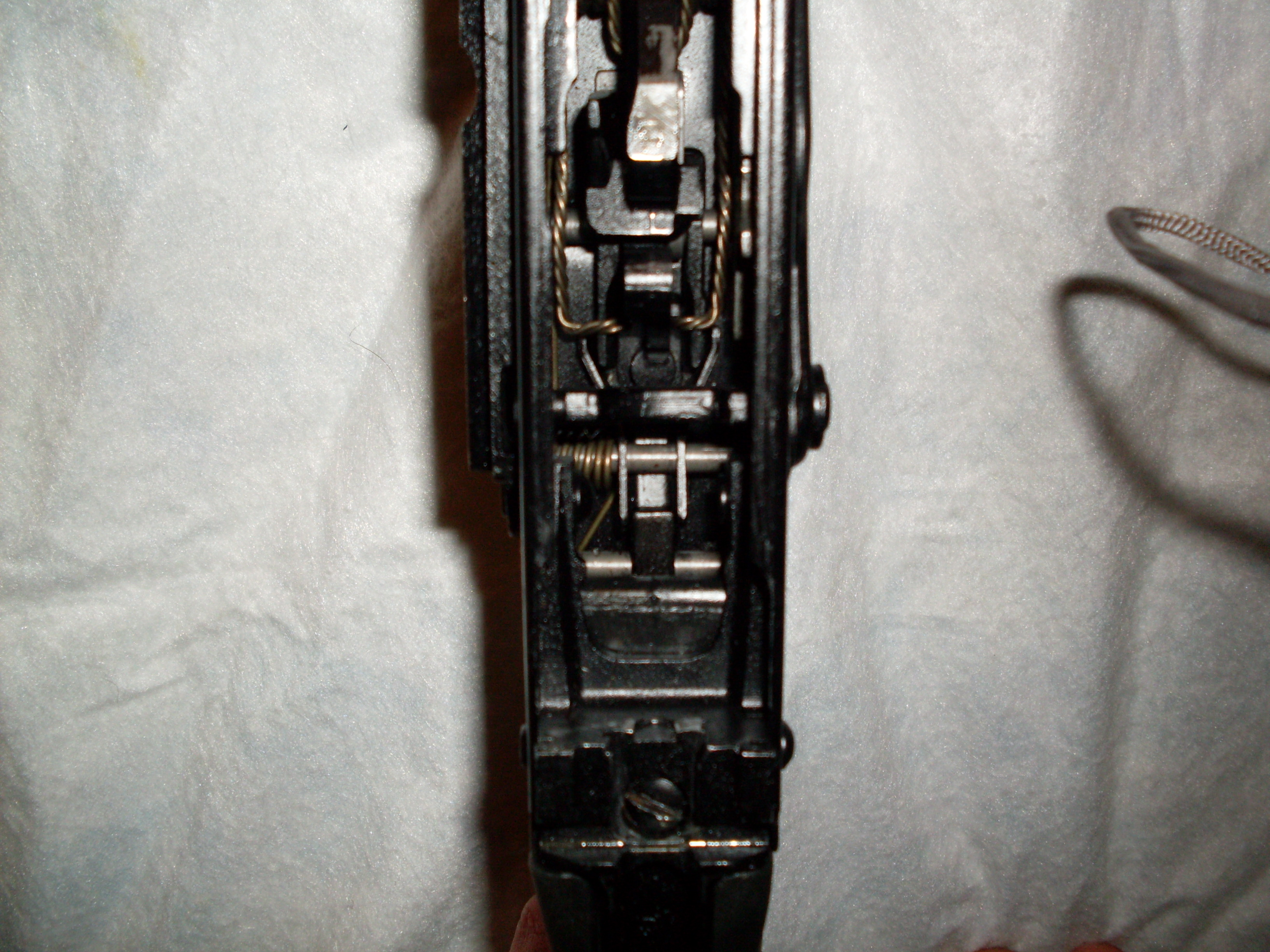
Acercamiento del mecanismo del gatillo del Saiga.

El Saiga es más parecido al AK-74 y a los fusiles de la serie AK-100 (AK-101 y AK-103). Tiene un cajón de mecanismos de chapa de acero estampada y su toma de gases está a 90°, al contrario del AK-47, que tiene un cajón de mecanismos fresado y su toma de gases está a 45°. El uso de un tercer remache muñón hace que se parezca a los fusiles de la serie AK-100 que Rusia está exportando. Este remache no se encuentra en el AK-47, el AKM y el AK-74, ya que la teja elevadora de sus cargadores incluye un resalte que permite fijar el cerrojo al cerrarse, mientras que el Saiga y los fusiles de la serie AK-100 utilizan un solo remache. La mayoría de las piezas del Saiga son parecidas a las de un AK-101, pero existen varias diferencias funcionales y cosméticas entre un Saiga y un fusil Kalashnikov. En el Saiga, la parte frontal del guardamanos está unida al cañón mediante un pasador, mientras que su parte posterior está unida al cajón de mecanismos mediante un tornillo. El Saiga que dispara el cartucho 7,62 x 39 no puede emplear los cargadores estándar del AK-47, el AKM y el AK-103. Esto se debe a que su retén no puede mantenerlo dentro del brocal, porque deja un pequeño espacio entre el brocal y el cargador que no está presente en un fusil Kalashnikov. Esto evita que el resalte más grande de un cargador que no sea el del Saiga pueda fijarse. Los cargadores de fusiles Kalashnikov pueden modificarse para encajar en el brocal, pero pueden tener problemas de alimentación porque el cajón de mecanismos del Saiga carece de una guía de cartuchos. La guía de cartuchos permite que un cartucho sea extraído del cargador y luego sea introducido en la recámara sin quesarse atrapado en el muñón delantero; esta guía de cartuchos está incorporada en el labio del cargador del Saiga. Cualquier otro cargador que carezca de esta característica no podrá alimentar el fusil de forma fiable.

Otra diferencia de algunos modelos posteriores del Saiga es que tienen un botón para mantener abierto el cerrojo.

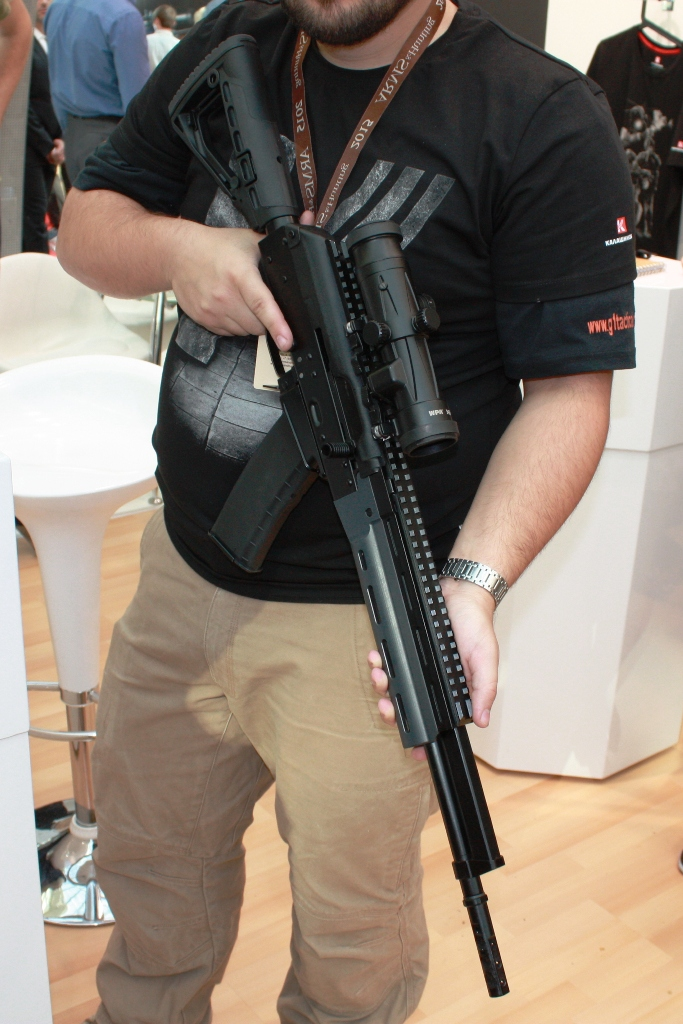
Un Saiga MK-107.

Este mecanismo es activado al presionar una palanca situada cerca del guardamonte y jalar la manija de carga hacia atrás, aunque no mantendrá automáticamente abierto el cerrojo después de disparar el último cartucho como en los fusiles tipo AR-15. La mayoría de versiones del Saiga carecen de pistolete y la boca de sus cañones no está roscada, por lo que no se les puede instalar accesorios tales como bocachas apagallamas y frenos de boca. El gatillo y el guardamonte de la mayoría de versiones estadounidenses está situado más atrás que los de un fusil Kalashnikov estándar, mientras que el martillo es soltado mediante una barra de transferencia. Esto hace que el gatillo del Saiga ofrezca más resistencia al presionarlo, respecto al de otros fusiles Kalashnikov.
En marzo de 2013, Izhmash lanzó una versión civil del fusil AK-107 designada Saiga MK-107. El MK-107 presenta mejoras respecto al AK-107 original, como una manija de carga ergonómica redonda, un seguro tipo botón sobre el guardamonte, pistolete tipo AR-15, culata ajustable (hecha por la empresa israelí CAA Tactical) y un riel Picatinny sobre el cajón de mecanismos y parte del cilindro de gases.

## Diseño y operación

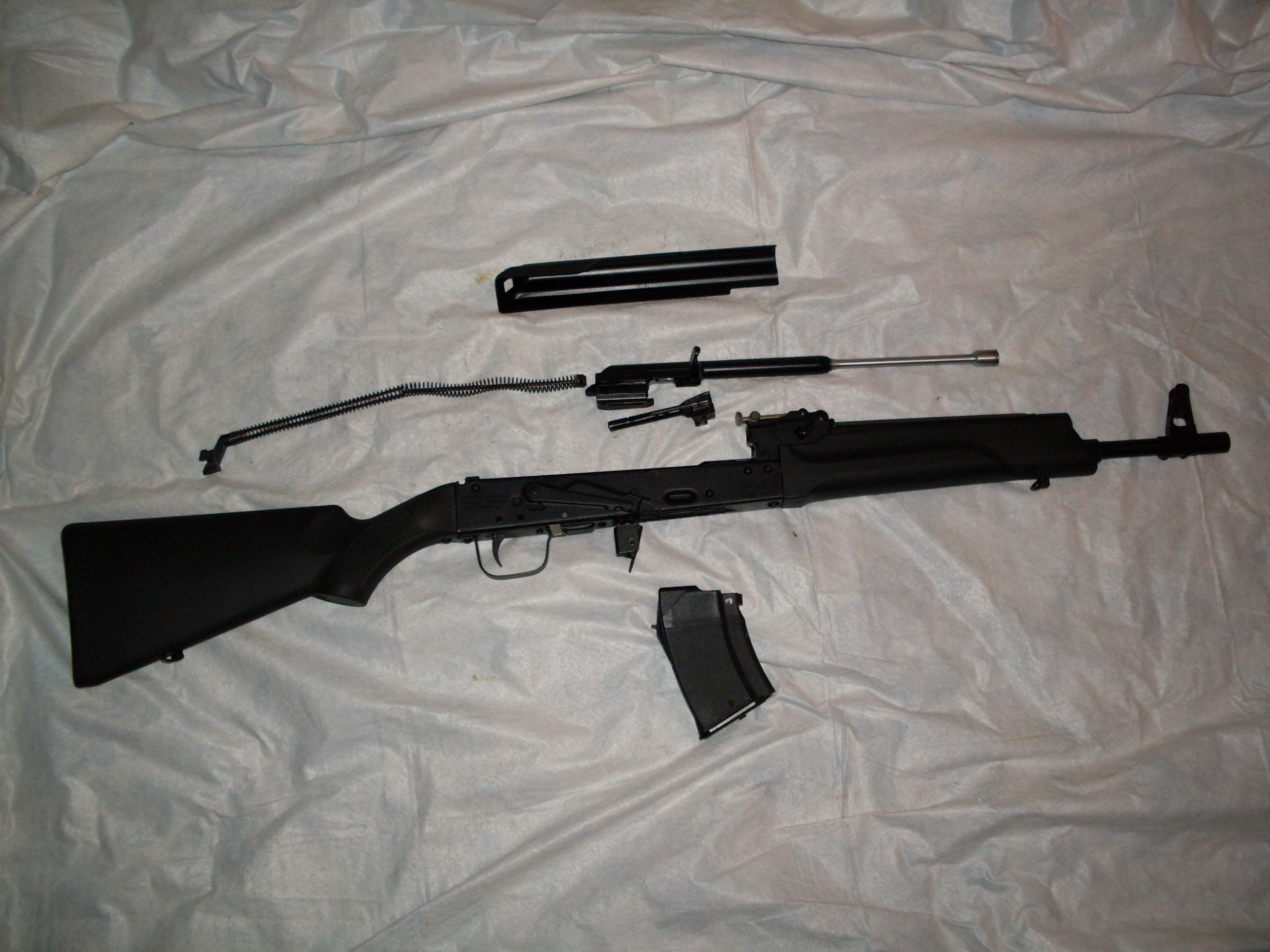
Un Saiga que dispara el cartucho 7,62 x 39, desarmado. La manija de carga está unida al pistón de gas. También pueden verse el muelle recuperador y el cerrojo.

El Saiga emplea el mismo sistema de recarga accionada por gas que los fusiles Kalashnikov: pistón de recorrido largo. Un pistón es empujado por la fuerza de los gases del disparo, evitando así que el hollín de la pólvora bloquee su mecanismo. Es ampliamente aceptado que este tipo de sistema es más fiable que otros sistemas semiautomáticos. El pistón se encuentra dentro del cilindro de gases. Mientras los gases del disparo ingresan dentro del cilindro, el pistón es empujado hacia atrás. Cuando este retrocede, el cerrojo unido al pistón, es soltado del muñón y eyecta el casquillo vacío. Cuando el cerrojo y el pistón alcanzan la parte posterior del cajón de mecanismos, son empujados hacia adelante por el muelle recuperador, extrayendo un nuevo cartucho del cargador e introduciéndolo en la recámara, con este ciclo repitiéndose cada vez que se aprieta el gatillo.
Otra característica clave citada sobre la fiabilidad del Saiga es que el fusil está diseñado con tolerancias variables entre sus piezas móviles. Estas tolerancias variables permiten un mayor espacio entre las piezas móviles del fusil, permitiéndole empujar del camino cualquier suciedad o residuo al momento de disparar. Todos los fusiles Saiga tienen cañones forjados con ánima cromada, que influencia su fiabilidad al hacerlos más resistentes a la corrosión y le permiten efectuar más disparos sin afectar su precisión. También permite una limpieza más sencilla que la de un cañón con ánima sin cromar.

## Mercado

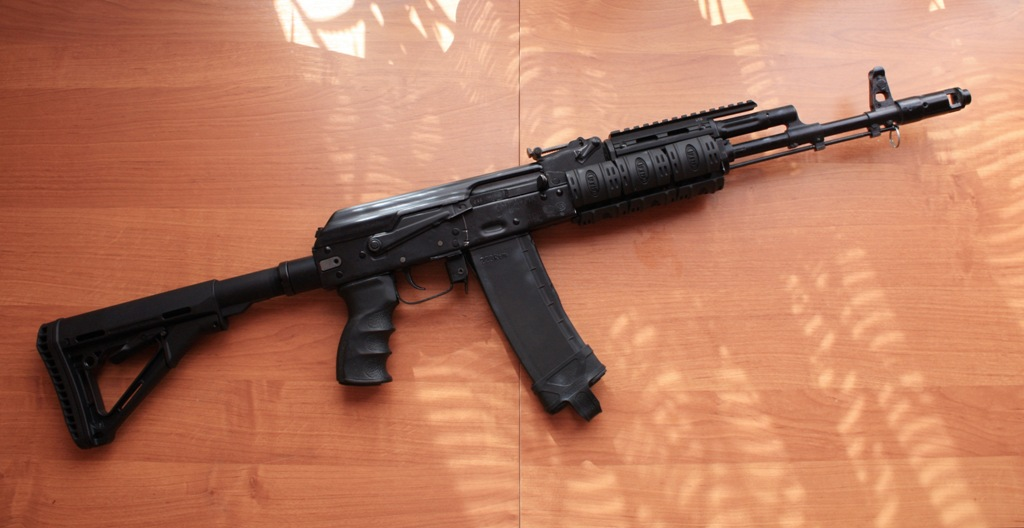
Un Saiga Mk .223 Rem "Tactical Edition".

### En Estados Unidos
La serie de fusiles Saiga fue inicialmente importada a Estados Unidos exclusivamente por la Russian American Armory y después por la RWC. Algunos fusiles fueron importados por el grupo FIME (Arsenal) para conversión y reventa bajo la marca Arsenal SGL. El 16 de julio de 2014, el presidente Barack Obama firmó una orden ejecutiva que prohibía la importación de armas de fuego rusas (que incluía al Saiga) a Estados Unidos en respuesta a la intervención rusa en Ucrania. LA RWC (cuya sede original estaba en Tullytown, Pensilvania) cambió su nombre a "Kalashnikov USA" y empezó a producir sus propios fusiles tipo AK en Florida. Hoy Kalashnikov USA produce el Saiga (llamado US132) y otros fusiles Kalashnikov en los Estados Unidos, independientemente de la Corporación Kalashnikov de Rusia.